# Eudokija Angelina
Eudokija Angelina (grč. Ευδοκία Αγγελίνα, srp. Evdokija Angel) bila je bizantska princeza i gospa Srbije i Korinta u srednjem vijeku.
Bila je kći cara Aleksija III. Angela i carice Eufrozine Duke Kamaterine te sestra Ane i Irene, pramajke Paleologa, kao i tetka Marije, kraljice Hrvatske.

## Prvi brak
Eudokija, čije je grčko ime povezano s riječju za nešto dobro, udala se prvo za kneza Srbije Stefana Nemanjića, sina kneza Stefana Nemanje i Ane Anastazije.
| Portal:Europa | Portal:Europa |

Brak Eudokije i Stefana dogovorio je njen stric, car Izak II. Angel. Eudokija i njen prvi muž bili su roditelji sveca Save II., grofice Komnene Nemanjić, Vladislava Nemanjića i kralja Stefana Radoslava.
Brak Eudokije i Stefana je neslavno propao nakon što je Stefan optužio Eudokiju za preljub – kao što je ona optužila njega. (Prema legendi, Stefan je vidio da je njegova supruga imala spolni odnos sa svojim ljubavnikom.)

## Drugi brak
Brak Eudokije i Stefana je poništen od Crkve te se ona vratila ocu u Carigrad, gdje je postala konkubina budućeg cara Aleksija V. Duke, za kojeg se poslije i udala. Nisu imali djece.

## Treći brak
Njezin je treći muž bio lord Korinta, gospodar Leon Sgouros (grč. Λέων Σγουρός). On se ubio, a Eudokija je umrla oko 1211.